# Sergio Romero
Sergio Germán Romero (født 22. februar 1987 i Bernardo de Irigoyen, Argentina) er en argentinsk fodboldspiller (målmand).
Romero spiller i den engelske Premier League-klub Manchester United. Tidligere har han også spillet for Racing Club i hjemlandet, hollandske AZ, italienske Sampdoria og franske Monaco.
Med AZ var Romero i 2009 med til at vinde det hollandske mesterskab.

## Landshold
Romero står (pr. juni 2014) noteret for 45 kampe for det argentinske landshold. Han debuterede for argentinerne den 9. september 2009 i en VM-kvalifikationskamp mod Paraguay. Inden da havde han også spillet for landets OL-landshold, og var med til at vinde guld ved OL 2008 i Beijing.
Romero har med Argentina deltaget ved både VM i 2010 i Sydafrika og VM i 2014 i Brasilien.

## Titler
Æresdivisionen
- 2009 med AZ

OL
- 2008 med Argentina